# 1952-es magyar gyeplabdabajnokság
Az 1952-es magyar gyeplabdabajnokság a huszonharmadik gyeplabdabajnokság volt. A bajnokságban nyolc csapat indult el, a csapatok két kört játszottak.
A második csapatok új neveken szerepeltek. A Bp. Postás második csapata Postás Közhír néven indult, és az első csapat játékosai is itt játszottak, míg a Bp. Postásban a második csapat játékosai szerepeltek.
A bajnokság végeredménye nem ismert, a megtalált eredményekből az alábbi tabella állítható fel.

## Tabella
| #  | Csapat                       | M  | Gy | D | V  | G+ | G- | P  |
| -- | ---------------------------- | -- | -- | - | -- | -- | -- | -- |
| 1. | Postás Közhír                | 14 | 13 | 0 | 1  | 56 | 6  | 26 |
| 2. | Bp. Kinizsi                  | 14 | 11 | 2 | 1  | 42 | 9  | 24 |
| 3. | Bp. Építők                   | 13 | 7  | 3 | 3  | 22 | 10 | 17 |
| 4. | Bp. Szikra                   | 14 | 8  | 0 | 6  | 20 | 20 | 16 |
| 5. | Bp. Postás                   | 14 | 3  | 2 | 9  | 14 | 21 | 8  |
| 6. | Kőbányai Sörgyár             | 13 | 3  | 2 | 9  | 8  | 32 | 8  |
| 7. | Kőbányai Szikra              | 10 | 1  | 1 | 8  | 3  | 37 | 3  |
| 8. | Építőanyagipari minisztérium | 12 | 1  | 0 | 11 | 4  | 34 | 2  |

* M: Mérkőzés Gy: Győzelem D: Döntetlen V: Vereség G+: Ütött gól G-: Kapott gól P: Pont